# Слатина (община Брод)
Вижте пояснителната страница за други значения на Слатина.
 Тази статия е за селото в Поречието.  За други значения на Слатина вижте Слатина.  За други значения на Слатино вижте Слатино.
Слатина или Слатино (на македонска литературна норма: Слатина) е село в Северна Македония, в община Брод (Македонски Брод).

## География
Селото се намира в областта Поречие в източното подножие на планината Добра вода.

## История
В XIX век Слатина е село в Поречка нахия на Кичевска каза на Османската империя. Църквата „Свети Георги“ е от 1867 година. В „Етнография на вилаетите Адрианопол, Монастир и Салоника“, издадена в Константинопол в 1878 година и отразяваща статистиката на населението от 1873 година Слатино (Slatino) е посочено като село с 33 домакинства със 138 жители българи.
Според статистиката на Васил Кънчов („Македония. Етнография и статистика“) от 1900 година Слатино е населявано от 400 жители българи християни.
На Етнографската карта на Битолския вилает на Картографския институт в София от 1901 година Слатино е чисто българско село в Кичевската каза на Битолския санджак със 70 къщи.
Цялото село в началото на XX век е сърбоманско. Според митрополит Поликарп Дебърски и Велешки в 1904 година в Слатина има 61 сръбски къщи. По данни на секретаря на Българската екзархия Димитър Мишев („La Macédoine et sa Population Chrétienne“) в 1905 година в Слатино има 520 българи патриаршисти сърбомани.
След Междусъюзническата война в 1913 година селото попада в Сърбия.
На етническата си карта на Северозападна Македония в 1929 година Афанасий Селишчев отбелязва Слатина като българско село.
Според преброяването от 2002 година селото има 30 жители – 29 македонци и 1 сърбин.
В селото има и църква „Свети Талалей“.

## Личности
Родени в Слатина
- Илия Златанов, български революционер от ВМОРО, четник на Милан Гюрлуков[9]
- Коне Видов (Коне Видовић, Видевић), четник в първата поречка сърбоманска чета през март 1904 г.[10]
- Мицко Танасков, български революционер, четник на Стефан Алабаков в 1915 година, възможно е да е от Слатино, Дебърца[11]

Починали в Слатина
- Гюрчин Наумов (Плякот) (1851 – 1904), български революционер